# العلاقات الأرجنتينية التشيلية
يشير مصطلح العلاقات الأرجنتينة التشيلية إلى العلاقات الدولية التي تجمع جمهورية تشيلي بجمهورية الأرجنتين. تشترك الأرجنتين وتشيلي بثالث أطول حدود دولية في العالم، ويبلغ طولها 5300 كيلومتر (3300 ميل) وتمتد من شمال البلدين إلى جنوبهما على امتداد سلسلة جبال الأنديز. على الرغم من حصول كلا البلدين على استقلالهما خلال حروب التحرير في أمريكا الجنوبية خلال القرنين التاسع عشر والعشرين، إلا أن العلاقات بين البلدين كانت متوترة نتيجة خلاف على منطقة حدودية في باتاغونيا. فيما عدا ذلك، لم تشتعل أي حرب بين البلدين على الإطلاق. خلال السنوات الأخيرة، تحسنت العلاقات بين تشيلي والأرجنتين بشكل كبير، وذلك على الرغم من الاختلافات الاجتماعية والأيديولوجية بين الرئيسين الحاليين للبلدين. على الرغم من زيادة التبادل التجاري بين البلدين بشكل ملحوظ، لكن الأرجنتين وتشيلي تتبعان سياسات اقتصادية مختلفة بشكل كلي إذ وقعت تشيلي اتفاقيات تجارة حرة مع دول مثل الصين والولايات المتحدة وكندا وكوريا الجنوبية والاتحاد الأوروبي، وهي عضو نشط في منتدى التعاون الاقتصادي لدول آسيا والمحيط الهادئ، أما الأرجنتين فتنتمي إلى تجمع السوق المشتركة لدول أمريكا الجنوبية (ميركوسور). في شهر أبريل من عام 2018 علقت كل من الأرجنتين وتشيلي عضويتيهما في اتحاد أمم أمريكا الجنوبية.

## العلاقات التاريخية (1550 – 1989)

### الحكم الإسباني والاستقلال
يمكن العودة بالعلاقات التي تربط البلدين إلى التحالف الذي نشأ بينهما خلال حقبة الاستعمار الإسباني. كانت كلتا المستعمرتين تمثل جزءًا من منطقة النيابة الملكية على بيرو التابعة للإمبراطورية الإسبانية. انفصلت ملكية ريو دي لا بلاتا البديلة (التي كانت الأرجنتين جزءًا منها) عن الإمبراطورية الإسبانية في عام 1776، ولم تنفصل تشيلي عنها إلا بعد حصولها على الاستقلال. استُعمرت الأرجنتين وتشيلي بطرق مختلفة. تعرضت تشيلي للغزو بعد البيرو إذ توجه القوات الغازية من البيرو نحو المناطق الجنوبية، بينما استُعمرت الأرجنتين انطلاقًا من البيرو وتشيلي والمحيط الأطلسي.
كانت الأرجنتين وتشيلي حليفتين مقربتين للغاية خلال حروب استقلال أمريكا الإسبانية. هُزمت تشيلي، حالها حال معظم المستعمرات الثائرة، من قبل الجيوش الإسبانية، بينما تمكنت الأرجنتين من الحفاظ على استقلالها طوال فترة حرب الاستقلال الأرجنتينية التي استمرت بين عامي 1810 و 1818. بعد هزيمة تشيلي في معركة رانكاغوا، لجأ من تبقى من الجيش التشيلي، بقيادة برناردو أوهيغينز، إلى مدينة مندوزا الأرجنتنية. ضم الجنرال الأرجنتيني خوسيه دي سان مارتين، حاكم المنطقة في ذلك الوقت، المنفيين التشيليين إلى جيش جبال الأنديز، وقاد الجيش، في عام 1817، لعبور جبال الإنديز، وتمكن من هزيمة الإسبان، معززًا بذلك الاستقلال التشيلي. خلال تواجد سان مارتين في مدينة سانتياغو في تشيلي، عرض القائمون على مؤتمر كابيلدو أبيرتو (اجتماع دوري مفتوح في قاعة المدينة) عليه حكم البلاد. رفض سان مارتين العرض بهدف الاستمرار بحملة التحرير في البيرو.  
في عام 1817، عززت تشيلي من قواتها البحرية للمضي قدمًا في الحرب على النيابة الملكية على البيرو. وقعت تشيلي والأرجنتين معاهدة تعاون مشترك تهدف للتشارك في تمويل القطاع المؤسساتي في البلدين إلا أن الأرجنتين، التي دخلت في حرب أهلية، لم تتمكن من تطبيق بنود المعاهدة. أطلق الأسطول البحري، بعد بنائه، حملة بحرية لمحاربة الأسطول الإسباني في المحيط الهادئ بهدف تحرير البيرو. بعد حملة بحرية وبرية ناجحة، أعلن سان مارتين استقلال البيرو في عام 1821.

## مقارنة بين البلدين
هذه مقارنة عامة ومرجعية للدولتين:
| وجه المقارنة                                              | الأرجنتين                                               | تشيلي                         |
| --------------------------------------------------------- | ------------------------------------------------------- | ----------------------------- |
| المساحة (كم2)                                             | 2.78 مليون                                              | 756.10 ألف                    |
| عدد السكان (نسمة)                                         | 44.27 مليون                                             | 17.37 مليون                   |
| الكثافة السكانية (ن./كم²)                                 | 15.92                                                   | 22.97                         |
| العاصمة                                                   | بوينس آيرس                                              | سانتياغو                      |
| اللغة الرسمية                                             | اللغة الإسبانية                                         | اللغة الإسبانية               |
| العملة                                                    | البيزو الأرجنتيني 1983 ‏، بيزو أرجنتيني، أسترال أرجنتيني | بيزو تشيلي، وحدة حساب تشيلية ‏ |
| الناتج المحلي الإجمالي (بليون دولار)                      | 637.59 مليار                                            | 277.08 مليار                  |
| الناتج المحلي الإجمالي (تعادل القوة الشرائية) بليون دولار | 883.02 مليار                                            | 419.39 مليار                  |
| الناتج المحلي الإجمالي الاسمي للفرد دولار أمريكي          | 13.43 ألف                                               | 13.42 ألف                     |
| الناتج المحلي الإجمالي للفرد دولار أمريكي                 |                                                         | 22.07 ألف                     |
| مؤشر التنمية البشرية                                      | 0.827                                                   | 0.832                         |
| رمز المكالمات الدولي                                      | +54                                                     | +56                           |
| رمز الإنترنت                                              | .ar                                                     | .cl                           |
| المنطقة الزمنية                                           | 00                                                      | 00، 00، 00، 00                |

## مدن متوأمة
في ما يلي قائمة باتفاقيات التوأمة بين مدن أرجنتينية وتشيلية:
- ترتبط لابلاتا مع كونثبثيون باتفاقية توأمة.
- ترتبط سان خوان مع فيكوينا باتفاقية توأمة.
- ترتبط سان مارتن مع مايبو باتفاقية توأمة.
- ترتبط ريو غاليغوس، سانتا كروز مع بونتا أريناس باتفاقية توأمة.
- ترتبط San José de Jáchal [الإنجليزية]‏ مع فيكوينا باتفاقية توأمة.
- ترتبط بويرتو مادرين مع بويرتو مونت باتفاقية توأمة.
- ترتبط سان فرناندو ديل فالي دي كاتاماركا مع كوبيابو باتفاقية توأمة.
- ترتبط Coronel Felipe Varela Department [الإنجليزية]‏ مع كوبيابو باتفاقية توأمة.
- ترتبط ريو غراندي، تييرا ديل فويغو مع بونتا أريناس باتفاقية توأمة.
- ترتبط Ubajay [الإنجليزية]‏ مع بارال باتفاقية توأمة.
- ترتبط بوينس آيرس مع سانتياغو باتفاقية توأمة منذ 19 مايو 1994.
- ترتبط Palpalá [الإنجليزية]‏ مع كالاما باتفاقية توأمة.
- ترتبط باهيا بلانكا مع تالكاهوانو باتفاقية توأمة.
- ترتبط قرطبة مع كالاما باتفاقية توأمة.
- ترتبط مار دل بلاتا مع فينيا ديل مار باتفاقية توأمة.
- ترتبط نيوكوين مع فالديفيا باتفاقية توأمة.
- ترتبط سانتياغو ديل استيرو مع كوبيابو باتفاقية توأمة.
- ترتبط روساريو مع فالبارايسو باتفاقية توأمة منذ 2011.[9][9][9][9]
- ترتبط لا ريوخا مع كوبيابو باتفاقية توأمة.
- ترتبط كومودورو ريفادافيا مع كويهايكيو باتفاقية توأمة.
- ترتبط سالتا مع كالاما باتفاقية توأمة.
- ترتبط أوشوايا مع بونتا أريناس باتفاقية توأمة.
- ترتبط باريلوتشي مع بويرتو مونت باتفاقية توأمة.
- ترتبط سان سلفادور دي خوخوي مع كالاما باتفاقية توأمة.

## منظمات دولية مشتركة
يشترك البلدان في عضوية مجموعة من المنظمات الدولية، منها:
| علم المنظمة | اسم المنظمة                                                          | تاريخ انضمام الأرجنتين | تاريخ انضمام تشيلي |
| ----------- | -------------------------------------------------------------------- | ---------------------- | ------------------ |
|             | المنظمة الهيدروغرافية الدولية                                        | ?                      | ?                  |
|             | منظمة الشرطة الجنائية الدولية                                        | ?                      | ?                  |
|             | الاتحاد البريدي العالمي                                              | ?                      | ?                  |
|             | وكالة حظر الأسلحة النووية في أمريكا اللاتينية ومنطقة البحر الكاريبي ‏ | ?                      | ?                  |
|             | منظمة التجارة العالمية                                               | ?                      | ?                  |
|             | الفريق المعني برصد الأرض                                             | ?                      | ?                  |
|             | اتحاد دول أمريكا الجنوبية                                            | ?                      | ?                  |
|             | مؤسسة التنمية الدولية                                                | 3 أغسطس 1962           | 30 ديسمبر 1960     |
|             | مؤسسة التمويل الدولية                                                | 13 أكتوبر 1959         | 15 أبريل 1957      |
|             | مجموعة دول الأنديز                                                   | ?                      | ?                  |
|             | منظمة حظر الأسلحة الكيميائية                                         | ?                      | ?                  |
|             | الأمم المتحدة                                                        | 24 أكتوبر 1945         | 24 أكتوبر 1945     |
|             | الاتحاد الدولي للاتصالات                                             | 1889                   | 1908               |
|             | البنك الدولي للإنشاء والتعمير                                        | 20 سبتمبر 1956         | 31 ديسمبر 1945     |
|             | المركز الدولي لتسوية المنازعات الاستشارية                            | 18 نوفمبر 1994         | 24 أكتوبر 1991     |
|             | وكالة ضمان الاستثمار متعدد الأطراف                                   | 11 فبراير 1992         | 12 أبريل 1988      |
|             | يونسكو                                                               | 15 سبتمبر 1948         | 7 يوليو 1953       |

## أعلام
هذه قائمة لبعض الشخصيات التي تربطها علاقات بالبلدين:
- اميليانو فيغيروا (12 يوليو 1866[16] – 15 مايو 1931[16])
- إغناثيو ألفاريز توماس (15 فبراير 1787[17] – 9 يوليو 1857)
- باتريسيو لونش (دبلوماسي أرجنتيني، 1 ديسمبر 1824 – 13 مايو 1886)
- بيدرو بابلو هيرنانديز (لاعب كرة قدم أرجنتيني، 24 أكتوبر 1986[18] – )
- جبريل روجاس (لاعب كرة قدم أرجنتيني، 22 يونيو 1997 – )
- جوان بوتيستا البيردي (29 أغسطس 1810[19][20][21] – 19 يونيو 1884[19][21][22])
- خوسيه إيفاريستو (19 نوفمبر 1831[23][24][25] – 23 أكتوبر 1914[24][25])
- دومينغو فاوستينو سارمينتو (15 فبراير 1811[26][27][28] – 11 سبتمبر 1888[26][27][29])
- غابرييل أرياس (لاعب كرة قدم أرجنتيني، 13 سبتمبر 1987[30] – )
- ليوناردو أولوا (لاعب كرة قدم أرجنتيني، 26 يوليو 1986[31] – )
- ماتياس فرنانديز (لاعب كرة قدم تشيلي، 15 مايو 1986[32] – )
- مانويل بلانكو إنكالادا (21 أبريل 1790[33][34] – 5 سبتمبر 1876[33][34])
- ماورو زاراتي (لاعب كرة قدم أرجنتيني، 18 مارس 1987 – )
- نيستور كيرشنير (رئيس سابق في الأرجنتين، 25 فبراير 1950[35][36] – 27 أكتوبر 2010[35][36])
- نيكانور كوستا منديز (30 أكتوبر 1922 – 3 أغسطس 1992)

## وصلات خارجية
- موقع وزارة الخارجية الأرجنتينية
- موقع وزارة الخارجية التشيلية